# Glen Combs
Glen Courtney Combs (ur. 30 października 1946 w Hazard) – amerykański koszykarz, występujący na pozycji rzucającego obrońcy.

## Osiągnięcia
NCAA
- Wybrany do Galerii Sław Sportu uczelni Virginia Tech (1987)[1]

ABA
- Mistrz ABA (1971)[2]
- Uczestnik meczu gwiazd ABA (1970–1972)[3][2][4]
- Lider ABA w liczbie celnych (103) rzutów za 3 punkty (1972)[4]